# خنزب
خِنْزَبْ هو شيطان يؤمن المسلمون بأنه يأتي للأنسان في الصلاة ليفسدها عليه، والخَنْزَبُ في اللغة قِطْعَةُ لَحْمٍ مُنْتِنَة.

## في السنة النبوية
((أنَّ عثمانَ بن أبي العاصِ أتى النبيَّ صلَّى اللهُ عليه وسلَّمَ فقال : يا رسولَ اللهِ . إنَّ الشيطانَ قد حال بيني وبين صلاتي وقراءَتي . يُلَبِّسُها عليَّ . فقال رسولُ اللهِ صلَّى اللهُ عليه وسلَّمَ «ذاك شيطانٌ يُقالُ له خَنزَبٌ . فإذا أحسستَه فتعوَّذْ بالله منه . واتفُل على يسارِك ثلاثًا» فقال : ففعلتُ ذلك فأذْهَبَه اللهُ عني)).

## المشروع تجاه وسوسته
ينفث الإنسان عن يساره ثلاثا هكذا... ثلاثاً ليست بنفخ ولا بريق، بل هي بينهما، ويقول: «أعوذ بالله من خنزب»، كذلك فإنه تذهب عنه الوسوسة، سواء فعل ذلك في الصلاة أو في غيرها.

### حكمه
يجوز فعل هذا في الصلاة ، لأن هذا أمر النبي ﷺ ، وما أمر به النبي ﷺ لا يبطل الصلاة.
- قال ابن القيم: | خنزب | العبد إذا تعوَّذ بالله من الشيطان الرجيم ، وتَفَلَ عن يساره ، لم يضُرَّه ذلك ، ولا يقطعُ صلاته ، بل هذا مِن تمامها وكمالها. | خنزب |
- قال بن باز: | خنزب | الالتفات في الصلاة للتعوذ بالله من الشيطان الرجيم عند الوسوسة لا حرج فيه بل هو مستحب عند شدة الحاجة إليه بالرأس فقط ؛ لأن النبي ﷺ أمر به عثمان بن أبي العاص الثقفي رضي الله عنه لما اشتكى إليه ما يجده من وساوس الشيطان فأمره أن يتفل عن يساره ثلاث مرات ويتعوذ بالله من الشيطان , ففعل ذلك فشفاه الله من ذلك. | خنزب |
- قال ابن عثيمين: | خنزب | إذا كان الإنسان في جماعة فماذا يصنع ؟ كيف يتفل عن يساره ثلاث مرات ؟ نقول : يكفي أن تستعيذ بالله من الشيطان الرجيم بدون تفل لكي لا تؤذي من حولك. | خنزب |